# Frederick Owen
Frederick Owen (4. april 1818 – 24. januar 1888) var en dansk erhvervsmand, bror til George Owen.
Han var søn af Joseph Owen og Susanne Christine von der Pahlen. Efter broderen Georges død i 1874 overtog han ledelsen af Aldersro Bryggeri, men kunne ikke vende den dårlige udviking mht. indtjeningen. I 1884 blev bryggeriet afhændet til Marstrands Bryggerier. Samtidig var han dog også adm. direktør i selskabet Fredens Mølle, hvilket han blev efter faderens død 1862 og var indtil sin død 1888. Dette selskab havde til gengæld fremgang i en årrække. 
30. juni 1857 ægtede han Carry Fugl (30. oktober 1835 i Vestindien – 1907), datter af bankdirektør, etatsråd Nicolai Fugl. Han var far til Joseph Owen (den yngre, født 1861) og Alexander Owen.